# Saimiri vanzolinii
Saimiri vanzolinii là một loài động vật có vú trong họ Cebidae, bộ Linh trưởng. Loài này được Ayres mô tả năm 1985.

## Hình ảnh

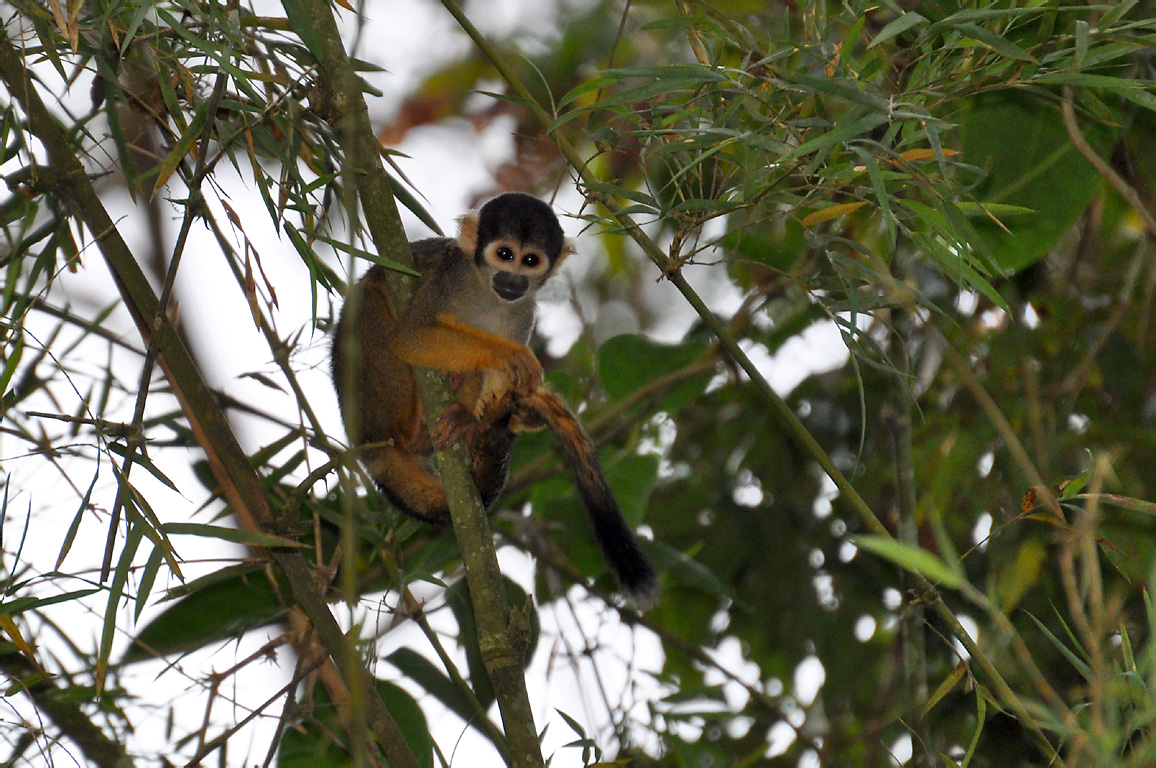
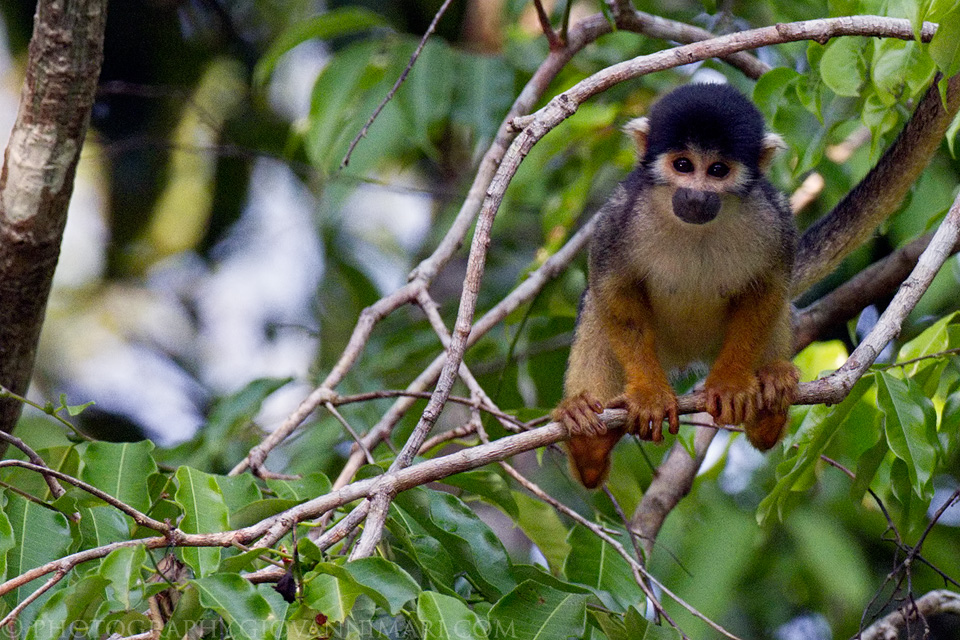